# Cyrtandra kohalae
Cyrtandra kohalae är en tvåhjärtbladig växtart som beskrevs av Joseph Rock. Cyrtandra kohalae ingår i släktet Cyrtandra och familjen Gesneriaceae. Inga underarter finns listade i Catalogue of Life.